# Пишинас
Пишѝнас (на италиански и на сардински: Piscinas) е село и община в Южна Италия, провинция Южна Сардиния, автономен регион и остров Сардиния. Разположено е на 66 m надморска височина. Населението на общината е 862 души (към 2010 г.).